# ملن
ملن (به لاتین: Mélin) یک منطقهٔ مسکونی در بلژیک است که در ژودوآنی واقع شده‌است.